# Rio Novo
Rio Novo este un oraș în Minas Gerais (MG), Brazilia.